# سیارک ۲۱۹۹۹
سیارک ۲۱۹۹۹ (به انگلیسی: 21999 Disora، نامگذاری:1999XS38) بیست و یک هزار و نهصد و نود و نهمین سیارک کشف شده‌است که در ۷ دسامبر ۱۹۹۹ کشف شد.
قدر مطلق سیارک برابر ۱۳٫۶۰ است.